# 箕面萱野駅
箕面萱野駅（みのおかやのえき）は、大阪府箕面市西宿にある、北大阪急行電鉄南北線の駅。同路線の終着駅である。駅番号はM06。
駅周辺は箕面市などによりかやの中央としてみのおキューズモールなどの開発が行われている。国道171号と接続する。

## 歴史

### 年表

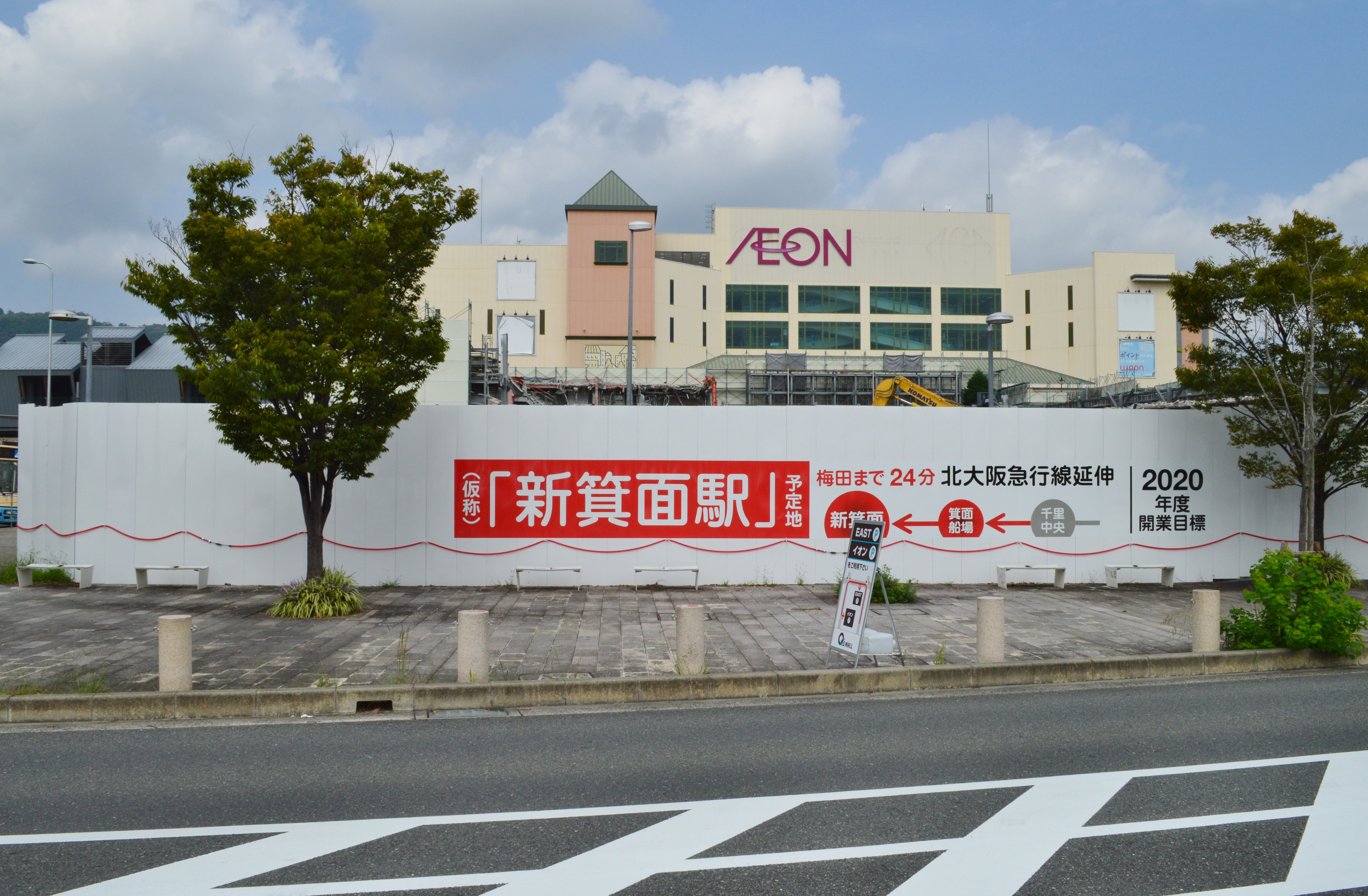
仮称の「新箕面駅」が記された工事看板（2016年10月）

- 2010年（平成22年）1月15日：箕面市・北大阪急行・大阪府・阪急電鉄の4者で構成する「北大阪急行線延伸検討委員会」が、2018年（平成30年）の開通をめざす千里中央駅 - 新箕面駅（仮称）間の整備計画案を策定・公表[注 1]。公表時の仮駅名は「新箕面駅」であった[5]。
- 2012年（平成24年）3月：箕面市・北大阪急行・大阪府・阪急電鉄の4者で「北大阪急行線の延伸に係る事業調査に関する覚書」を締結し、社会資本整備総合交付金を活用して本格的な事業調査を開始[6]。
- 2014年（平成26年）3月31日：延伸と費用負担割合などについて、箕面市・北大阪急行・大阪府・阪急電鉄の4者で基本合意。建設費600億円のうち、箕面市160億円、北急80億円、国260億円、大阪府100億円。車両購入費50億円は箕面市と国が折半。なお、大阪府は負担額を、第三セクター「大阪府都市開発」（泉北高速鉄道）の南海電鉄への売却益750億円から捻出[7][8]。
- 2017年（平成29年）1月19日：箕面市長・倉田哲郎と大阪府知事・松井一郎（日本維新の会代表）らが出席し、南北線延伸の起工式が行われた。
- 2018年（平成30年）
  - 6月5日：駅名候補案を「箕面萱野駅」に決定[9][10]。
  - 7月24日：駅名を正式決定[11]。
- 2019年（令和元年）5月7日：箕面市と北大阪急行電鉄が共同で、千里中央 - 箕面萱野間の延伸開業目標を2020年度から2023年度へ見直すと発表[12]。
- 2022年（令和4年）8月25日：千里中央 - 箕面萱野間の開業時期を2023年度末（令和5年度末）と発表[13]（後に2023年8月23日のプレスリリースで正式詳細日を決定[1]）。
- 2024年（令和6年）3月23日：開業[1][2]。

## 駅構造
島式ホーム1面2線を有する高架駅。ホーム上には可動式ホーム柵と待合室が設置されている。
北改札口からはみのおキューズモールと直結しているほか、駅開業に合わせてバスターミナルも設置された。
トイレは南改札内にある。

### のりば
| 番線 | 路線   | 行先         |
| ---- | ------ | ------------ |
| 1・2 | 南北線 | なかもず方面 |

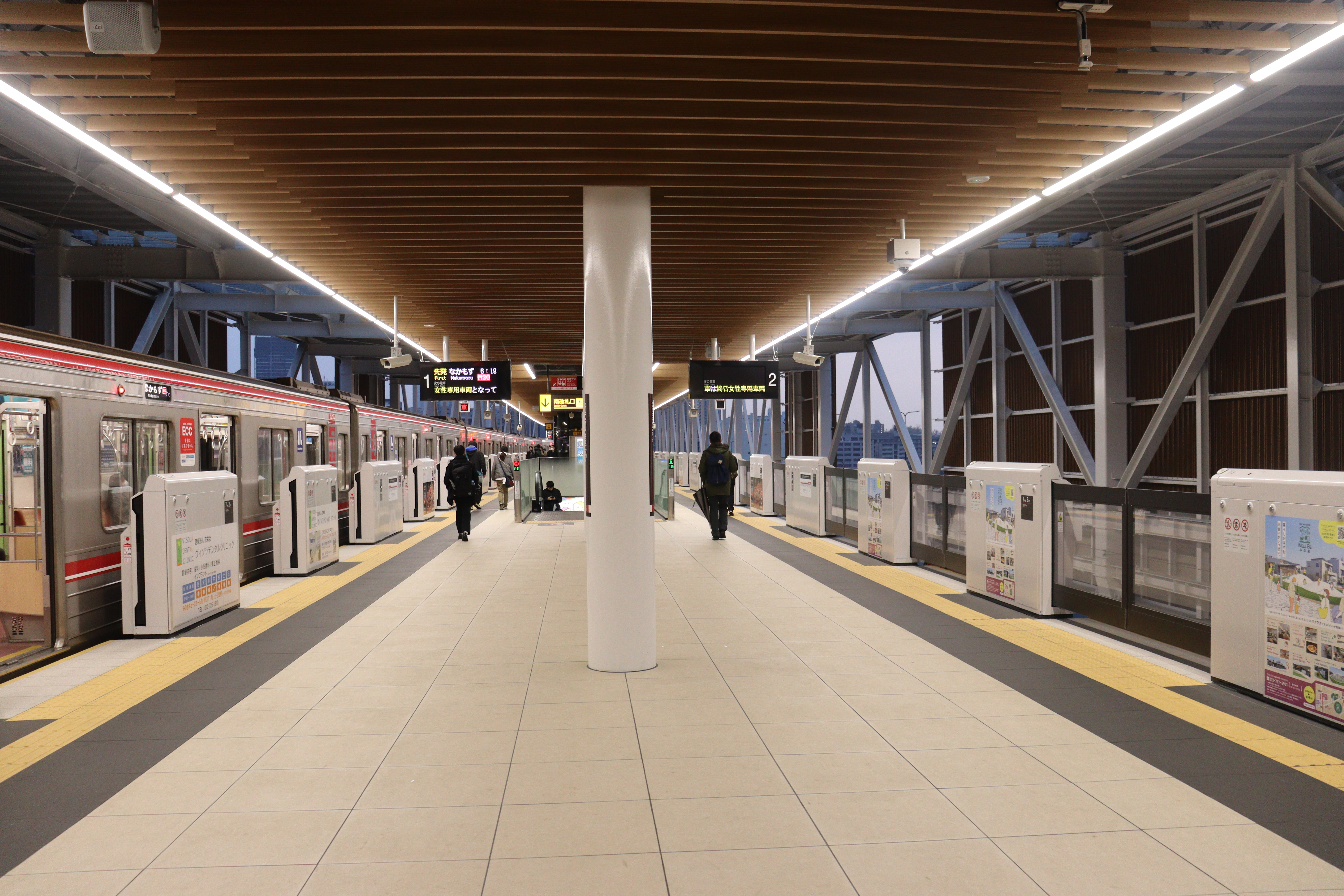
ホーム（2024年3月）
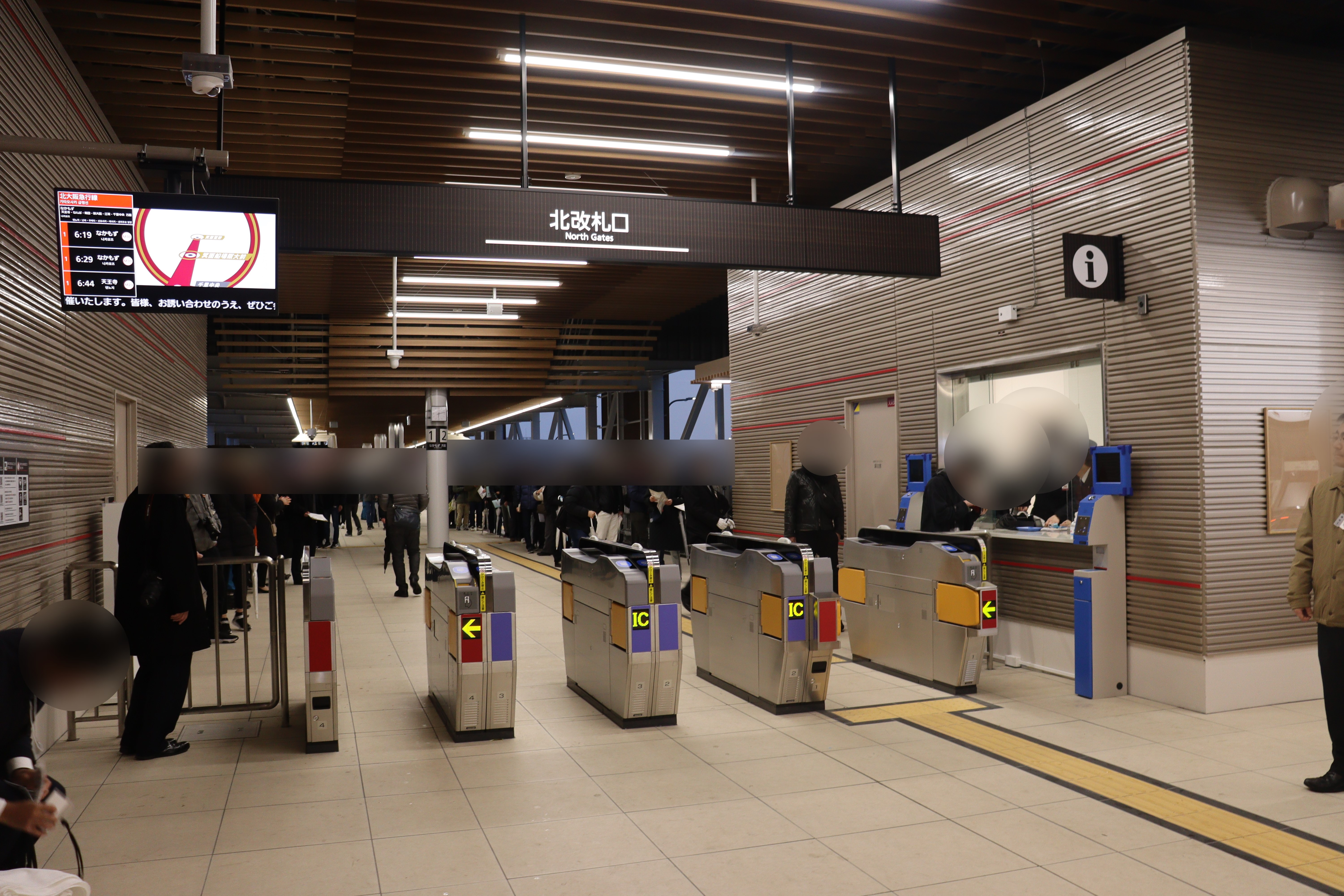
北改札口（2024年3月）
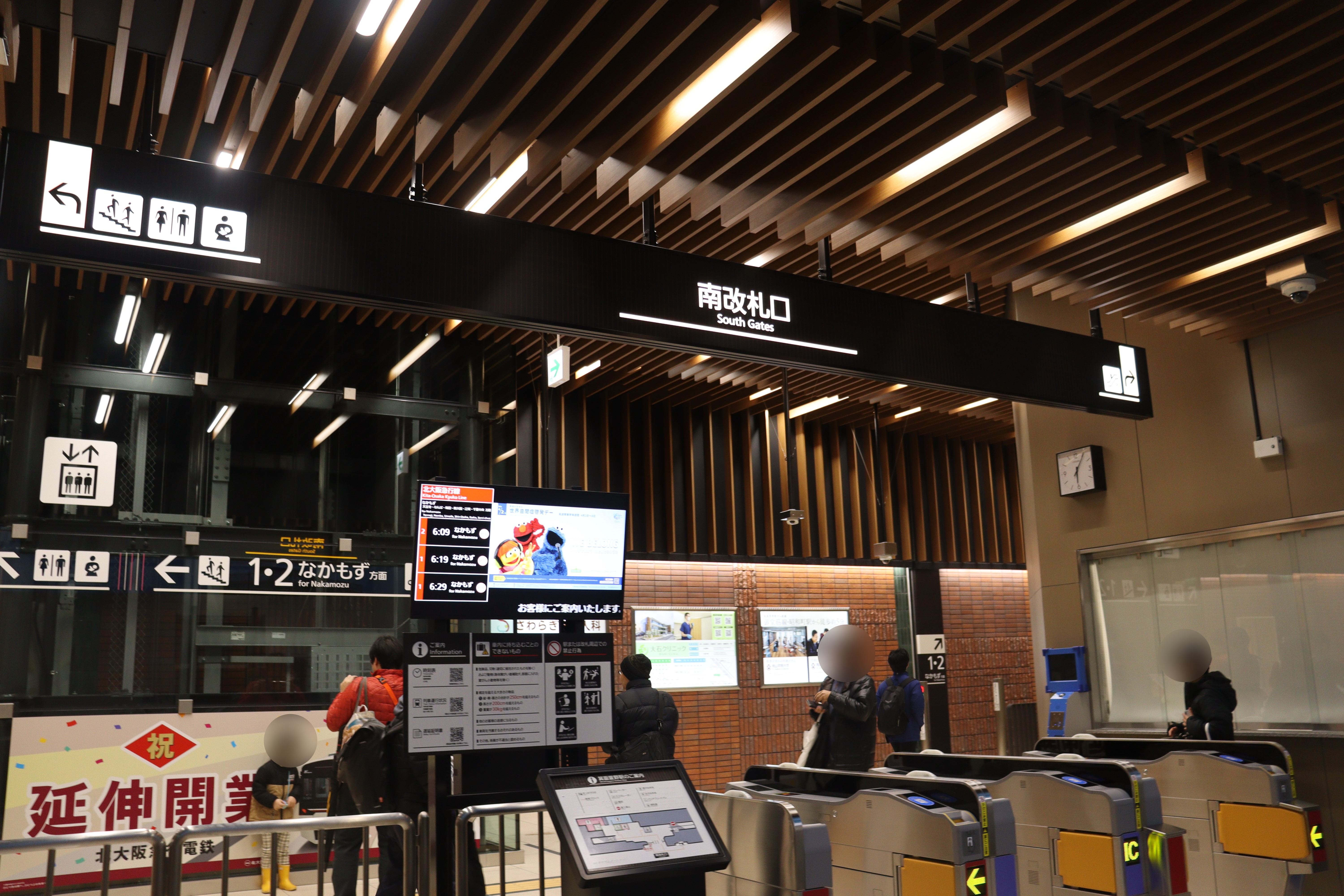
南改札口（2024年3月）
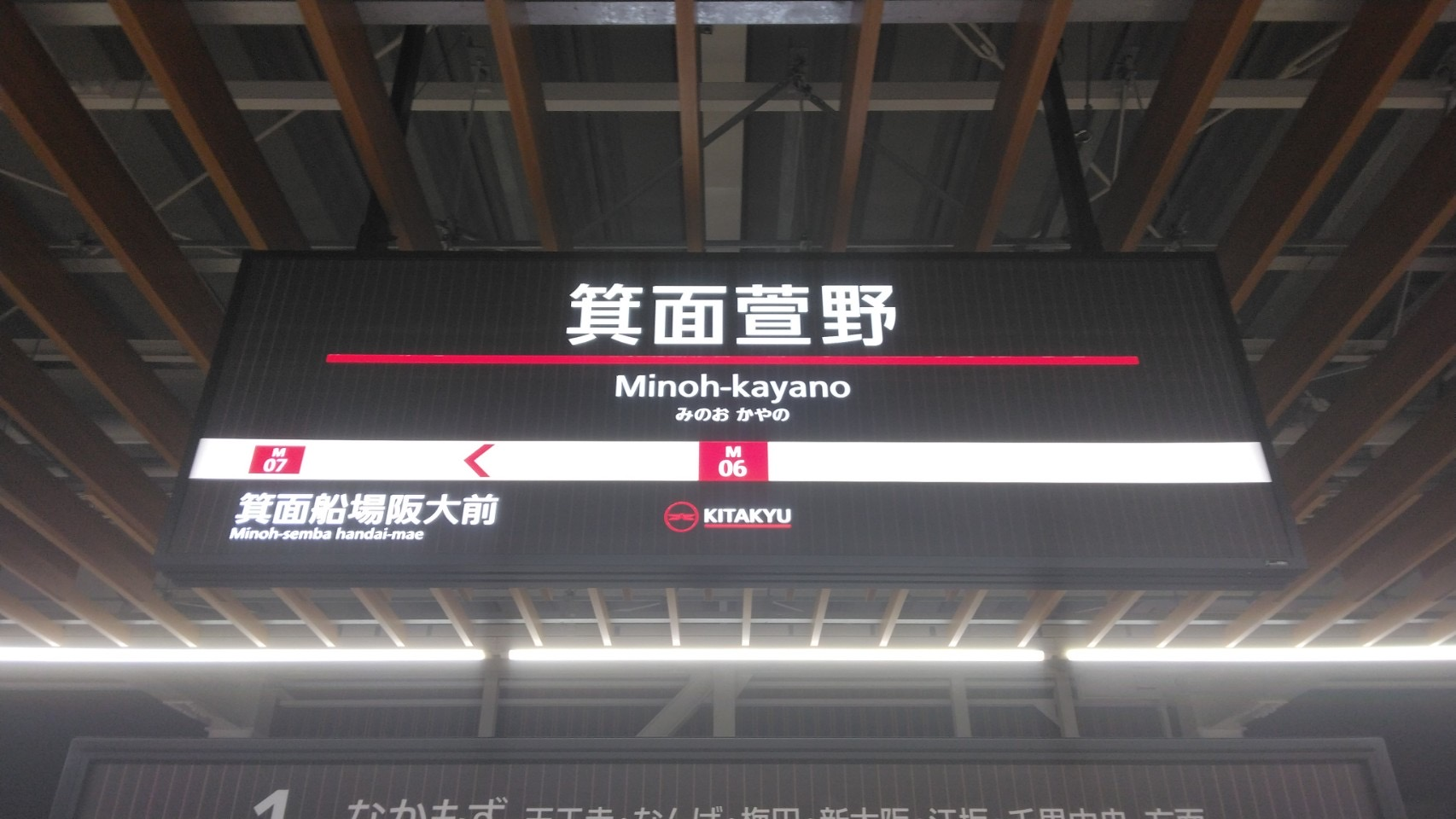
駅名標

## 利用状況
2024年11月12日の1日乗降人員は19,985人（乗車人員：10,258人、降車人員：9,727人）である。

## 駅周辺

### 主要施設
公共施設
- 箕面市立病院
- 箕面市立萱野小学校

商業施設
- みのおキューズモール
- ABCハウジングウェルビーみのお - 2023年3月26日開園[15]

## バス路線
当駅開業に合わせて駅東側にバスロータリーが整備され、阪急バスの各路線が発着している。停留所名は「箕面萱野駅」。
一部の路線は当駅開業までは千里中央を発着地としており、当駅開業に合わせて起点を移している。また、箕面市内の東西方向を強化するため粟生萱野線（当駅 - 外院の里・小野原方面）、箕面小野原線（小野原東 - 当駅 - 呉羽の里）が新設された。
一般路線バスののりばは8のりばを除きA・Bと乗車列が分けられている。4・5のりばはオレンジゆずるバスが発着。
各のりば付近に案内ディスプレイが設置されている。
おりばは駅西側の国道上にある。元々は「かやの中央」という千里中央行き専用の停留所であった。
| のりば | 路線名             | 担当 | 系統・行先                               | 備考                                                                 | 列 |
| ------ | ------------------ | ---- | ---------------------------------------- | -------------------------------------------------------------------- | -- |
| 2      | 彩都線             | 茨木 | 21系統：彩都粟生北・彩都西駅方面         | 最終2本は彩都あさぎ三丁目止まり                                      | A  |
| 2      | 彩都線             | 茨木 | 22系統：粟生団地・彩都西駅方面           | 最終便は彩都粟生北二丁目止まり                                       | A  |
| 2      | 彩都線             | 茨木 | 23系統：彩都西駅                         |                                                                      | A  |
| 2      | 北大阪ネオポリス線 | 豊能 | 24系統：余野（東能勢中）                 | 彩都粟生南・彩都西駅経由                                             | B  |
| 2      | 北大阪ネオポリス線 | 豊能 | 27系統：希望ヶ丘四丁目                   | 箕面トンネル経由。平日夕方以降の2本のみ運行                          | B  |
| 3      | 粟生萱野線         | 茨木 | 31系統：外院の里方面/小野原              | 夕方の一部のみ循環運行。その他は小野原止まり                         | A  |
| 3      | 箕面山麓線         | 茨木 | 36系統：間谷住宅/粟生団地                | 平日夕方以降に粟生団地止まりあり                                     | A  |
| 3      | 箕面小野原線       | 石橋 | 181系統：小野原東                        |                                                                      | B  |
| 3      | 箕面小野原線       | 石橋 | 181系統：呉羽の里方面                    | 新稲先行・桜ヶ丘先行の2種類がある。最終2本は桜ヶ丘経由呉羽の里止まり | B  |
| 6      | 箕面森町線         | 豊能 | 1系統：森町中央公園/箕面森町地区センター | 箕面森町出張所の管轄。深夜バスの設定あり                             | A  |
| 6      | 豊能西線           | 豊能 | 9系統：新光風台                          | 箕面森町出張所の管轄。1日2～4本の運行                                | B  |
| 6      | 北摂霊園線         | 豊能 | 28系統：北摂霊園                         | 特急、高山まで無停車。復路は29系統（粟生間谷西四丁目経由）           | B  |
| 7      |                    | 茨木 | 21・23・36系統：阪急箕面駅               |                                                                      | A  |
| 7      | 如意谷線           | 石橋 | 85系統：ルミナス箕面の森方面             |                                                                      | B  |
| 8      | 北摂霊園線         | 豊能 | 30系統：勝尾寺                           | 途中無停車の直行便                                                   | -  |

この他、駅南側で交差する国道171号を経由する石橋線（阪急茨木市駅・JR茨木駅 - 阪急石橋阪大前駅）は、当駅直近の「萱野小学校前」停留所を「箕面萱野駅南」に改称している。

## 隣の駅
北大阪急行電鉄
□南北線
箕面萱野駅 (M06) - 箕面船場阪大前駅 (M07)
- （）内は駅番号を示す。

### 記事本文